# Списак председника Француске
Председник Француске је шеф државе Француске. Првим носиоцем функције сматра се Луј-Наполеон Бонапартa, који је изабран 1848. године и изазвао је самодржавни удар 1851. да би се касније прогласио за цара као Наполеон III. Његов удар, који се показао популарним док је тражио обнављање општег права гласа за мушкарце које је претходно укинуо законодавац, дао је чврсту основу новооснованом Другом царству. Републикански режим је поново уклоњен 1870. године кроз Трећу републику, након пада Наполеона III. Референдум из 1962. одржан под Петом републиком на захтев председника Шарла де Гола пренео је избор председника Француске са електорског колегијума на гласање народа. Од тада је одржано десет председничких избора. 25. и садашњи носилац функције је Емануел Макрон од 14. маја 2017. Функцију су обављали 25 председника са укупно 29 мандата. Око Другог светског рата су били вршиоци дужности.

## Списак
| Бр.                              | Портрет    | Име                          | Период владавине               | Период владавине    | Политичка партија               | Политичка партија                                          |
| -------------------------------- | ---------- | ---------------------------- | ------------------------------ | ------------------- | ------------------------------- | ---------------------------------------------------------- |
| Друга република (1848—1852)      |            |                              |                                |                     |                                 |                                                            |
| 1                                |            | Луј Наполеон Бонапарта       | 20. децембар 1848.             | 2. децембар 1852.   |                                 | Бонапартиста                                               |
| 1                                | 1848       | Луј Наполеон Бонапарта       |                                |                     |                                 | Бонапартиста                                               |
| Трећа република (1875—1940)      |            |                              |                                |                     |                                 |                                                            |
| 2                                |            | Луј Адолф Тјер               | 31. август 1871.               | 24. мај 1873.       |                                 | Умерена монархистичка партија                              |
| 3                                |            | Патрис Мак Маон              | 24. мај 1873.                  | 30. јануар 1879.    |                                 | Монархистичка                                              |
| 4                                |            | Жил Греви                    | 30. јануар 1879.               | 2. децембар 1887.   |                                 | Опортунистички републиканац                                |
| 5                                |            | Мари Франсоа Сади Карно      | 3. децембар 1887.              | 25. јун 1894.       | Опортунистички републиканац     |                                                            |
| 6                                |            | Жан Казимир Перије           | 27. јун 1894.                  | 17. јануар 1895.    | Опортунистички републиканац     |                                                            |
| 7                                |            | Феликс Фор                   | 17. јануар 1895.               | 18. фебруар 1899.   | Опортунистички републиканац     |                                                            |
| 8                                |            | Емил Лубе                    | 18. фебруар 1899.              | 18. фебруар 1906.   |                                 | Демократско републикански савез                            |
| 9                                |            | Арман Фалер                  | 18. фебруар 1906.              | 18. фебруар 1913.   | Демократско републикански савез |                                                            |
| 10                               |            | Ремон Поенкаре               | 18. фебруар 1913.              | 18. фебруар 1920.   | Демократско републикански савез |                                                            |
| 11                               |            | Пол Дешанел                  | 18. фебруар 1920.              | 21. септембар 1920. | Демократско републикански савез |                                                            |
| 12                               |            | Александр Милеран            | 23. септембар 1920.            | 13. јун 1924.       |                                 | Независан                                                  |
| 13                               |            | Гастон Думерг                | 13. јун 1924.                  | 13. јун 1931.       |                                 | Радикално-социјалистичка и Радикална републиканска партија |
| 14                               |            | Пол Думер                    | 13. јун 1931.                  | 7. мај 1932.        |                                 | Независан                                                  |
| 15                               |            | Албер Лебрен                 | 10. мај 1932.                  | 11. јул 1940.       |                                 | Демократски савез                                          |
| Вишијевска република (1940—1944) |            |                              |                                |                     |                                 |                                                            |
| -                                |            | Маршал Филип Петен           | 11. јул 1940.                  | 20. август 1944.    |                                 | Француска милиција                                         |
| -                                | 1940       | Маршал Филип Петен           |                                |                     |                                 | Француска милиција                                         |
| Слободна Француска (1940—1944)   |            |                              |                                |                     |                                 |                                                            |
| -                                |            | Бригадни генерал Шарл де Гол | 18. јун 1940.                  | 3. јун 1944.        |                                 | Снаге Слободне Француске                                   |
| -                                | 1940       | Бригадни генерал Шарл де Гол |                                |                     |                                 | Снаге Слободне Француске                                   |
| Привремена влада (1944—1946)     |            |                              |                                |                     |                                 |                                                            |
| -                                |            | Бригадни генерал Шарл де Гол | 3. јун 1944.                   | 26. јануар 1946.    |                                 | Независан                                                  |
| -                                | 1944       | Бригадни генерал Шарл де Гол |                                |                     |                                 | Независан                                                  |
| -                                |            | Феликс Гуен                  | 26. јануар 1946.               | 24. јун 1946.       |                                 | Француска секција Радничке интернационале                  |
| -                                | 1945       | Феликс Гуен                  |                                |                     |                                 | Француска секција Радничке интернационале                  |
| -                                |            | Жорж Бидо                    | 24. јун 1946.                  | 28. новембар 1946.  |                                 | Популарни Републички покрет                                |
| -                                | 1946       | Жорж Бидо                    |                                |                     |                                 | Популарни Републички покрет                                |
| -                                |            | Венсан Ориол                 | 28. новембар 1946.             | 16. децембар 1946.  |                                 | Француска секција Радничке интернационале                  |
| -                                | 1946       | Венсан Ориол                 |                                |                     |                                 | Француска секција Радничке интернационале                  |
| -                                |            | Леон Блум                    | 16. децембар 1946.             | 16. јануар 1947     |                                 | Француска секција Радничке интернационале                  |
| -                                | 1946       | Леон Блум                    |                                |                     |                                 | Француска секција Радничке интернационале                  |
| Четврта република (1947—1959)    |            |                              |                                |                     |                                 |                                                            |
| 16                               |            | Венсан Ориол                 | 16. јануар 1947.               | 16. јануар 1954.    |                                 | Француска секција Радничке интернационале                  |
| 16                               | 1947       | Венсан Ориол                 |                                |                     |                                 | Француска секција Радничке интернационале                  |
| 17                               |            | Рене Коти                    | 16. јануар 1954.               | 8. јануар 1959.     |                                 | Национални центар независних и сељака                      |
| 17                               | 1953       | Рене Коти                    |                                |                     |                                 | Национални центар независних и сељака                      |
| Пета република (1959 —)          |            |                              |                                |                     |                                 |                                                            |
| 18                               |            | Шарл де Гол                  | 8. јануар 1959.                | 28. април 1969.     |                                 | Унија за нову републику                                    |
| 19                               | 1958, 1965 | 1958, 1965                   | Унија демократа за Републику   |                     |                                 |                                                            |
| -                                |            | Ален Поер                    | 28. април 1969.                | 20. јун 1969.       |                                 | Демократски центар                                         |
| 20                               |            | Жорж Помпиду                 | 20. јун 1969.                  | 2. април 1974.      |                                 | Унија демократа за Републику                               |
| 20                               | 1969       | Жорж Помпиду                 |                                |                     |                                 | Унија демократа за Републику                               |
| -                                |            | Ален Поер                    | 2. април 1974.                 | 27. мај 1974.       |                                 | Демократски центар                                         |
| 21                               |            | Валери Жискар Д'Естен        | 27. мај 1974.                  | 21. мај 1981.       | Републиканска партија           |                                                            |
| 21                               | 1974       | 1974                         | Унија за француску демократију |                     |                                 |                                                            |
| 22                               |            | Франсоа Митеран              | 21. мај 1981.                  | 17. мај 1995.       |                                 | Социјалистичка партија                                     |
| 23                               | 1981, 1988 | 1981, 1988                   |                                |                     |                                 | Социјалистичка партија                                     |
| 24                               |            | Жак Ширак                    | 17. мај 1995.                  | 16. мај 2007.       |                                 | Трка за Републику                                          |
| 25                               | 1995, 2002 | 1995, 2002                   | Унија за народни покрет        |                     |                                 |                                                            |
| 26                               |            | Никола Саркози               | 16. мај 2007.                  | 15. мај 2012.       | Унија за народни покрет         |                                                            |
| 26                               | 2007       | Никола Саркози               |                                |                     | Унија за народни покрет         |                                                            |
| 27                               |            | Франсоа Оланд                | 15. мај 2012.                  | 14. мај 2017.       |                                 | Социјалистичка партија                                     |
| 27                               | 2012       | Франсоа Оланд                |                                |                     |                                 | Социјалистичка партија                                     |
| 28                               |            | Емануел Макрон               | 14. мај 2017.                  | Тренутно            |                                 | Препород                                                   |
| 29                               | 2017, 2022 | 2017, 2022                   |                                |                     |                                 | Препород                                                   |

## Живи председници
- Франсоа Оланд
(2012−2017)
Рођен 12 август, 1954.
(70 година, 348 дана)
- Никола Саркози
(2007−2012)
Рођен 28 јануар, 1955.
(70 година, 179 дана)
- Емануел Макрон
(2017−тренутно)
Рођен 21 децембар, 1977.
(47 година, 217 дана)